# Thrasívulos Zaímis
Thrasívulos Zaímis (em grego: Θρασύβουλος Ζαΐμης; 1829 — 1880) foi um político da Grécia. Ocupou o cargo de primeiro-ministro da Grécia.